# FA Cup 2015–16

## Regulamento
A Copa da Inglaterra, Possui um regulamento simples: as equipes se enfrentam em apenas um jogo, quem ganhar avança de fase, no caso de empate é necessário um jogo de desempate com o mando de campo invertido, e no caso de empate novamente, uma prorrogação seguida de pênaltis, caso ainda persista o empate. O campeão ganha uma vaga na Liga Europa da UEFA, caso o campeão já tenha conquistado uma vaga na Liga dos Campeões da UEFA, a vaga na FA Cup é dada ao time mais bem colocado na Premier League que ainda não se classificou para uma competição europeia.

## Final
| 21 de maio de 2016 | Manchester United       | 2 – 1 | Crystal Palace | Estádio de Wembley, Londres                |
| 16:30 (UTC+1)      | Mata 81' · Lingard 110' |       | Puncheon 78'   | Público: 88, 619 Árbitro: Mark Clattenburg |